# Мега хитови
Снежана Ђуришић - Мега хитови је назив компилације највећих хитова певачице Снежане Ђуришић, објављене 2002. године у издању ПГП РТС. На албуму се налазе неки од највећих хитова Снежане Ђуришић из периода од 1982. до 1997. године, укупно 21 песма. Aлбум је реиздат 2008. године у издању ПГП РТС-a и Zmex-a.

## Песме
| Р. бр. | Песма                      |
| ------ | -------------------------- |
| 1.     | Имена ми мог               |
| 2.     | Куће мале                  |
| 3.     | Причај ми, причај          |
| 4.     | Зоро, сестро               |
| 5.     | Ти би мог'о да ме спасиш   |
| 6.     | Све је прошло међу нама    |
| 7.     | Клео се, клео              |
| 8.     | Исплачи се                 |
| 9.     | Одакле си, селе            |
| 10.    | Кад би још једном покушали |
| 11.    | Ноћ се спрема              |
| 12.    | Учинићу све                |
| 13.    | Изненади ме                |
| 14.    | Наше тајне чува воденица   |
| 15.    | Помози ми                  |
| 16.    | Помоли се за моју срећу    |
| 17.    | Истина                     |
| 18.    | Пукло би срце              |
| 19.    | Вараш ме, мангупе          |
| 20.    | Мене нана негује и гледа   |
| 21.    | Све што радим, теби прија  |